# Kannan Soundararajan
Kannan Soundararajan (...) è un matematico indiano, dal 2006 professore a Stanford. Le sue attività di ricerca si concentrano prevalentemente in teoria dei numeri moltiplicativa e analitica, specialmente nello studio delle funzioni L.

## Primi anni
Soundararajan è cresciuto a Chennai ed è stato uno studente alla Padma Seshadri High School a Nungambakkam. Nel 1991 ha partecipato alle Olimpiadi Internazionali della Matematica, vincendo una medaglia d'argento.

## Studi universitari
Nel 1991 si è iscritto all'Università del Michigan, laureandosi nel 1995 col massimo dei voti. Nel suo ultimo anno come studente universitario, Soundararajan ha vinto la prima edizione del Premio Morgan per il suo lavoro in teoria dei numeri analitica. Nel 1995 ha iniziato il dottorato a Princeton, sotto la guida di Peter Sarnak, avvalendosi della prestigiosa Sloan Foundation Fellowship.

## Carriera accademica
Conseguito il dottorato, ha vinto una borsa di studio quinquennale presso l'American Institute of Mathematics, mantenendo posizioni di ricerca presso l'Institute for Advanced Study e l'Università del Michigan. Dal 2006 è professore di matematica e direttore del Mathematics Research Center (MRC) a Stanford.

## Premi
Nel 2003 ha ricevuto il Premio Salem "per i suoi contributi all'area delle funzioni L di Dirichlet e le correlate somme di caratteri".
Nel 2005 ha vinto,  con Manjul Bhargava, il Premio SASTRA Ramanujan assegnato da SASTRA a Thanjavur in India, per i suoi importanti contributi alla teoria dei numeri.

## Principali pubblicazioni
- R. Holowinsky e K. Soundararajan, "Mass equidistribution for Hecke eigenforms," arXiv:0809.1636v1
- K. Soundararajan, "Nonvanishing of quadratic Dirichlet L-functions at s=1/2" arXiv:math/9902163v2